# Antigüedad
Antigüedad település Spanyolországban, Palencia tartományban. Antigüedad Torresandino, Tórtoles de Esgueva, Cevico Navero, Villaconancio, Baltanás, Palenzuela, Tabanera de Cerrato és Cobos de Cerrato községekkel határos. Lakosainak száma 336 fő (2024).

## Népesség
A település népessége az elmúlt években az alábbi módon változott:
| Lakosok száma | 416  | 405  | 385  | 407  | 404  | 378  | 368  | 363  | 347  | 336  |
|               | 2001 | 2004 | 2007 | 2009 | 2012 | 2014 | 2017 | 2019 | 2022 | 2024 |